# Cleo (matemático)
Cleo fue el seudónimo de un matemático anónimo activo en la sección matemática de Stack Exchange entre 2013 y 2015, que se hizo conocido por proporcionar respuestas precisas a problemas complejos de integración matemática sin mostrar pasos intermedios. Debido a la extraordinaria precisión y velocidad de las soluciones proporcionadas, los matemáticos debatieron si Cleo era un genio individual, un seudónimo colectivo o incluso un sistema temprano de inteligencia artificial.
Durante el período activo del personaje, Cleo publicó 39 respuestas a preguntas matemáticas avanzadas, centrándose principalmente en problemas de integración complejos que habían dejado perplejos a otros usuarios. Las respuestas de Cleo se caracterizaron por ser consistentemente correctas sin brindar ninguna explicación de la metodología y a menudo aparecieron pocas horas después de las publicaciones originales. La cuenta afirmó tener una interacción limitada debido a una afección médica no especificada.
El misterio que rodeaba la identidad de Cleo y sus habilidades matemáticas generó un interés significativo en la comunidad matemática, y los usuarios intentaron analizar patrones de soluciones y estilos de escritura en busca de pistas. Algunos compararon a Cleo con figuras matemáticas históricas como Srinivasa Ramanujan, conocido por proporcionar soluciones sin pruebas convencionales. En 2025, se reveló que Cleo era Vladimir Reshetnikov, un desarrollador de software originario de Uzbekistán.

## Historia

### Antecedentes
Según el perfil de Cleo en la sección matemática de Stack Exchange (también conocido como Math.SE), ella se presentó como una matemática con una condición médica no revelada que limitaba su capacidad para participar en discusiones extensas o brindar explicaciones detalladas.
Como foto de perfil tenía un icono femenino con melena morena y flequillo recto.

Su perfil biográfico al 2013 decía:
Mi verdadero nombre es Cleo, soy mujer. Tengo una condición médica que me dificulta mucho entablar conversaciones o publicar respuestas largas, lo siento. Me gustan las matemáticas y me esfuerzo por ser útil en este sitio, aunque sé que mis respuestas podrían no ser útiles para todos.

### Actividad en Stack Exchange
Entre noviembre de 2013 y diciembre de 2015, Cleo publicó 39 respuestas a problemas matemáticos avanzados, que involucraban principalmente integración complicada. Su primera contribución notable llegó el 11 de noviembre de 2013, al resolver una integral particularmente difícil que había dejado perplejos a otros usuarios:
| Publicado el 11-11-2013 por Laila Podlesny |
| «Necesito ayuda con esta integral: {\displaystyle I=\int _{-1}^{1}{\frac {1}{x}}{\sqrt {\frac {1+x}{1-x}}}\ln \left({\frac {2x^{2}+2x+1}{2x^{2}-2x+1}}\right)\ \mathrm {d} x.} [...] El valor numérico aproximado de la integral: {\displaystyle I=8.372211626601275661625747121\ldots } Ni Mathematica ni Maple pudieron encontrar una forma cerrada para esta integral, y las búsquedas del valor numérico aproximado en Wolfram Alpha e ISC+ tampoco arrojaron resultados plausibles para una forma cerrada. Pero aún así espero que exista una forma cerrada». |

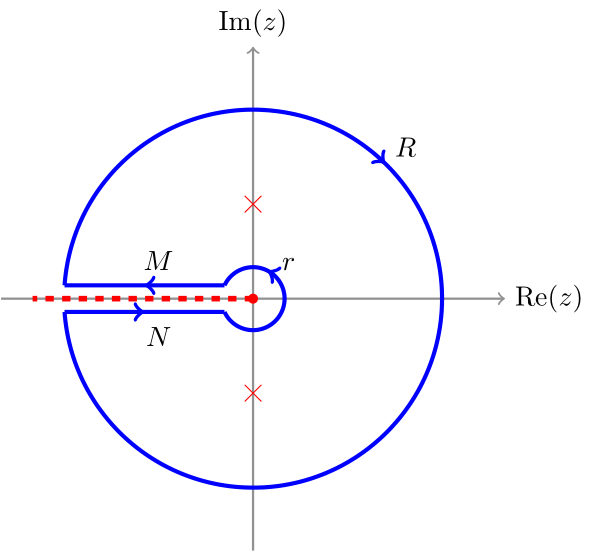
La solución de Ron Gordon a la integral implicó una integral de contorno sobre un contorno de ojo de cerradura y un extenso análisis de simetría.

La solución fue simplemente enunciada por Cleo cuatro horas y media después:
{\displaystyle I=4\pi \operatorname {arccot} {\sqrt {\varphi }}}
dónde {\displaystyle \varphi } es el número áureo. La respuesta sólo incluía un hipervínculo que definía la proporción áurea, sin ningún documento que la respaldara.
La comunidad de Math.SE cuestionó el valor de las respuestas sin pruebas, ya que contradecía el objetivo de la plataforma de construir una biblioteca de contenido educativo de alta calidad. Dos días después, Ron Gordon, un agente de patentes y físico, proporcionó una prueba exhaustiva que validaba la solución de Cleo. Su enfoque implicó reducir un polinomio de octavo grado a una ecuación cuadrática a través del análisis de simetría, derivando la proporción áurea de la expresión simplificada y confirmando así la respuesta original de Cleo. La solución detallada de Gordon obtuvo un reconocimiento significativo, con más de 1000 votos positivos en Stack Exchange y posteriormente el reconocimiento en el subreddit /r/math como el «Maestro de la Integración». Si bien las respuestas de Cleo eran matemáticamente correctas, generaron controversia dentro de la comunidad por no cumplir con los estándares de la plataforma en cuanto a valor educativo.

La autopresentación de Cleo en Stack Exchange evolucionó con el tiempo. En su perfil de 2013, citó la famosa descripción de Srinivasa Ramanujan sobre recibir conocimientos matemáticos a través de los sueños:
Mientras dormía, tuve una experiencia inusual. Había una pantalla roja formada por sangre fluyendo, por así decirlo. La observaba. De repente, una mano comenzó a escribir en la pantalla. Me concentré por completo. Esa mano escribió varias integrales elípticas. Se me quedaron grabadas en la mente. En cuanto desperté, las escribí.
Después de esta cita, Cleo añadió su propia perspectiva filosófica:
Recuerda, no estás limitado a un único sistema de axiomas. Puedes inventar el tuyo cuando quieras, simplemente usa tu intuición e imaginación.
Cuando la cuenta quedó inactiva, el perfil había cambiado a la declaración biográfica de 2013.

## Identidad
Algunos especularon que Cleo era un matemático famoso, como Terence Tao (aunque el propio Tao lo negó en una correspondencia por correo electrónico), Grigori Perelmán, Stephen Hawking, o Maryam Mirzajani. Allisan Parshall de Scientific American comparó las publicaciones de Cleo con el trabajo del matemático indio Srinivasa Ramanujan, quien de manera similar ideó fórmulas matemáticas complicadas sin explicación. Algunos sospechaban que Cleo era una inteligencia artificial especializada en resolver integrales complicadas.
A finales de 2023, un usuario de Reddit conocido como «evilscientist311» realizó un análisis exhaustivo de los patrones de actividad de Cleo y sus interacciones con otras cuentas de Stack Exchange. Esta investigación identificó varios perfiles sospechosos que interactuaban frecuentemente con Cleo, incluidos los de Vladimir Reshetnikov y Laila Podlesny. Laila Podlesny había publicado la pregunta sobre una integral compleja que atrajo por primera vez la atención generalizada sobre Cleo en noviembre de 2013. A pesar de estas conexiones, el investigador concluyó que Cleo probablemente era operada por un grupo de amigos de la universidad que colaboraron en problemas matemáticos y abandonaron la cuenta después de graduarse.
En enero de 2025, el Youtuber Joe McCann publicó un video que investigaba la identidad de Cleo, basándose en investigaciones anteriores de Reddit que habían notado conexiones entre varias cuentas de Stack Exchange, pero concluyó que no había evidencia suficiente para identificar a Cleo con certeza. Un espectador del vídeo de McCann descubrió un vínculo entre Cleo y otras cuentas a través de información de recuperación de correo electrónico: al intentar recuperar la contraseña de la cuenta de Gmail de Laila Podlesny, descubrieron que la dirección de correo electrónico de respaldo coincidía con el comienzo del correo electrónico de Vladimir Reshetnikov. Cuando McCann contactó a Reshetnikov con esta evidencia, Reshetnikov confirmó su identidad como Cleo.

I was frustrated that when I posted questions about integrals on Math.SE, I often received comments like "Why is this interesting?" or "What makes you think that it may have a closed-form solution?"
Me frustraba que cuando publicaba preguntas sobre integrales en Math.SE, a menudo recibía comentarios como «¿Por qué es esto interesante?» o »¿Qué te hace pensar que puede tener una solución de forma cerrada?».
Vladimir Reshetnikov, Twitter

Vladimir Reshetnikov (nacido en 1979) estudió física teórica en la Universidad Nacional de Uzbekistán a finales de la década de 1990. Trabajó como desarrollador de software en Taskent antes de mudarse a Estados Unidos, donde trabajó para Microsoft durante varios años. Es un colaborador activo del Mathematics Stack Exchange. El 8 de febrero de 2025, Reshetnikov publicó un mensaje codificado en Base64 en su perfil de Stack Exchange que, al decodificarse, decía Creator of Cleo («Creador de Cleo»). Mensajes codificados similares aparecieron en cuentas relacionadas, como las de «Laila Podlesny» y «Oksana Gimmel», confirmando que también eran cuentas alternativas creadas por Reshetnikov. Reshetnikov explicó que creó el personaje Cleo para generar interés en problemas matemáticos que recibían poca atención en el foro. Según él, la naturaleza misteriosa del relato y sus concisas soluciones pretendían alentar a otros usuarios a desarrollar sus propios enfoques de resolución de problemas.